# Rudolf Till (Archivar)
Rudolf Till (* 29. März 1906 in Wien; † 10. April 1973 in Wien) war ein österreichischer Historiker und Archivar.

## Leben und Wirken
Rudolf Till absolvierte zunächst eine Lehre als Werkzeugschlosser und erlangte erst 1929 auf dem Gymnasium in Olmütz das Reifezeugnis. Anschließend studierte er Geschichte und Geographie an der Universität Wien und promovierte dort 1933. Nach der Ausbildung für den Archivdienst am Institut für Österreichische Geschichtsforschung und am Stadtarchiv Wien war er dort bis zum Eintritt in den Ruhestand 1966 als Archivar tätig. Außerdem habilitierte er sich 1947 an der Universität Wien und lehrte dort als Privatdozent zur Geschichte Österreichs und der Stadt Wien. Till war Schriftleiter der „Wiener Geschichtsblätter“.
Vor allem in dieser Zeitschrift veröffentlichte er zahlreiche Artikel zur Geschichte der Stadt Wien.

## Schriften
- Die Anfänge des christlichen Parteigedankens in Österreich. Dissertation Universität Wien 1933.
- Wiens geschichtliche Stellung in Wirtschaft und Politik. Bindenschild-Verlag, Wien 1947.
- Geschichte von Wien in Daten. Touristik-Verlag, Wien 1948.
- Pax Austriaca. Sinn und Geschichte des österreichischen Staatsgedankens. Babenberg-Verlag, Wien 1948.
- Hofbauer und sein Kreis. Herold, Wien 1951.
- Geschichte der Wiener Stadtverwaltung in den letzten 200 Jahren. Verlag für Jugend und Volk, Wien 1957.
- Universität und Stadtverwaltung. Die gegenseitigen Beziehungen seit 1848. Bergland-Verlag, Wien 1965.
- Wiener Projekte und Utopien. Nicht verwirklichte Pläne aus drei Jahrhunderten. Verlag für Jugend und Volk, Wien 1972.